# Большеченко, Алексей Гаврилович
Алексей Гаврилович Большеченко (укр. Олексій Гаврилович Большеченко; 1929—2002) — советский и украинский промышленный деятель, директор Броварского завода порошковой металлургии в 1969—1993 годах.

## Биография
Родился 18 января 1929 года в селе Отрадно-Малиновское Курской области.
В 1961 году окончил Московский политехнический институт. После чего работал бригадиром, мастером, начальником цеха и главным технологом Салаватского машиностроительного завода (ныне «Салаватнефтемаш», Республика Башкортостан). С 1964 года работал на Броварском заводе порошковой металлургии, где прошел путь начальника цеха, начальника технического отдела, главного инженера и директора завода. А. Г. Большеченко уделял большое внимание развитию производственных мощностей и социальной сферы работников, совершенствованию технологических процессов и увеличению производства продукции. Под его руководством были построены новые производственные корпуса, санаторий-профилакторий, спортивный комплекс «Металлург», поликлиника, жилые дома и общежития. Являлся членом координационного совета совета по важнейшей республиканской целевой комплексной научно-технической программе на 1981—1985 годы «Повышение качества металла». Будучи членом КПСС, был делегатом XIX Всесоюзной конференции КПСС.
Умер 20 октября 2002 года в городе Бровары Киевской области.

## Научная деятельность
Алексей Гаврилович Большеченко занимался также научными исследованиями в сфере технологии и оборудования порошковой металлургии. Был автором статей в журнале «Порошковая металлургия», а также многих изобретений и патентов.
Некоторые работы:
- Изучение некоторых процессов изготовления металлокерамических фрикционных дисков. // Журн. «Порошковая Металлургия». 1972. № 12.
- Сравнительная оценка себестоимости железных порошков, полученных методом распыления расплава и комбинированным восстановлением прокатной окалины. // Журн. «Порошковая Металлургия». 1978. № 2.

## Награды и звания
- Почётный гражданин города Бровары[укр.] (1993);
- Государственная премия УССР в области науки и техники (1969);
- Государственная премия СССР (1977);
- Медали.

## Память
- На доме в Броварах, где жил А. Г. Большеченко установлена мемориальная доска с надписью: «В этом доме проживал почетный гражданин г. Бровары, директор завода порошковой металлургии Алексей Гаврилович Большеченко (1929—2002)».[4]
- В Броварах его именем названа одна из улиц.[5]